# 佳能 EOS R3
佳能EOS R3是佳能于2021年9月14日推出的一款全画幅无反相机，属于EOS R系列。专为满足专业摄影师在体育、新闻、野生动物等领域的严苛快速拍摄需求而打造，最高快门速度可达1/64000秒同时优化果冻效应变形。 其采用DIGIC X数字影像处理器与全画幅背照堆栈式CMOS图像感应器，像素约2410万，常用感光度范围为ISO 100 - 102400，可扩展至ISO 204800。

## 相机规格[3]
相机机身尺寸为150×142.6×87.2mm ，机身净重约822g，拥有防尘防水滴性能。配备了3.2英寸、415万像素的液晶屏，显示清晰，操作便捷。采用0.5英寸OLED EVF彩色电子取景器，拥有576万像素点，刷新率为120fps，画面覆盖范围100%。

### 连拍性能
连拍速度最高可达约30张/秒（自动对焦/自动曝光追踪），机械快门下也能达到最高约12张/秒（自动对焦/自动曝光追踪），电子快门下支持10档不同连拍速，最高约195张/秒的超高速连拍（无裁切）。在Tv（快门优先自动曝光）及M（手动曝光）模式下，使用电子快门时可选择1/10000秒等不同速度， 

### 对焦系统
搭载佳能第二代全像素双核CMOS AF，具备高精度相差检测自动对焦能力，拥有1053个自动对焦点，水平和垂直覆盖范围均达100%（自动选择时） ，水平100%、垂直90%（手动选择时）。同时支持基于深度学习技术的EOS iTR AF X，大幅提升被摄体检测与追踪性能。除精准识别眼睛、面部、头部、身体外，在人物识别精度上进一步优化，还新增赛车运动中的车辆识别功能，能识别摩托车、赛车，甚至区分封闭式和开放式驾驶舱，在驾驶员头盔可见时精准定位。在拍摄人物时，即使人物佩戴口罩、头盔或墨镜，也能实现有效追踪 。

#### 眼控对焦技术[5]
通过在取景器内安装红外线LED灯，照射角膜并检测红外反射光来识别瞳孔位置，支持裸眼及戴眼镜拍摄者，拍摄者只需凝视被摄体，相机就能迅速合焦。

### 录影性能
支持6K RAW 59.94P/50.00P及4K 119.88P/100.00P高帧频短片拍摄，可记录超高清、流畅的动态影像。同时支持Canon Log 3伽马及HDR PQ的HDR短片，为视频后期调色等处理提供了广阔空间 。 

### 扩展性
相机具备有线LAN接口以及2.4/5GHz Wi-Fi，可与计算机网络、笔记本电脑和移动设备便捷通信。
1. ↑  . Canon.   [2025-07-22] （英语）.
2. ↑  . SNAPSHOT - Canon Singapore Pte. Ltd.   [2025-07-22] （中文（臺灣））.
3. ↑  中關村在線. . 香港01. 2021-12-02  [2025-07-22] （中文（香港））.
4. ↑  . SNAPSHOT - Canon Singapore Pte. Ltd.   [2025-07-22] （中文（臺灣））.
5. ↑  . unwire.hk. 2021-04-14  [2025-07-22] （中文（香港））.